# Castanea delle Furie
Castanea delle Furie is een plaats (frazione) in de Italiaanse gemeente Messina.